# Lávka Hradubické cyklostezky
Lávka Hradubické cyklostezky je pěší a cyklistický most přes slepé říční rameno Jesípek v Hradci Králové – Třebši. Vodní plochu překonává podél řeky Labe, stejně jako je dále vedena Hradubická labská cyklostezka, resp. Labská cyklotrasa. 

## Popis
Jedná se o ocelovou lávku obloukové konstrukce o jednom poli s celkovou délkou 76,9 metrů, přičemž délka přemostění činí 49,9 m. Stavba lávky společně s cyklostezkou probíhala v letech 2018 – 2019.
Povrch je asfaltový, přičemž jeho prostřední část je natřena červenou barvou. Za jižní stranou lávky je od roku 2020 sezónně v provozu rychlé občerstvení s názvem Bufík U Lávky.

## Fotogalerie

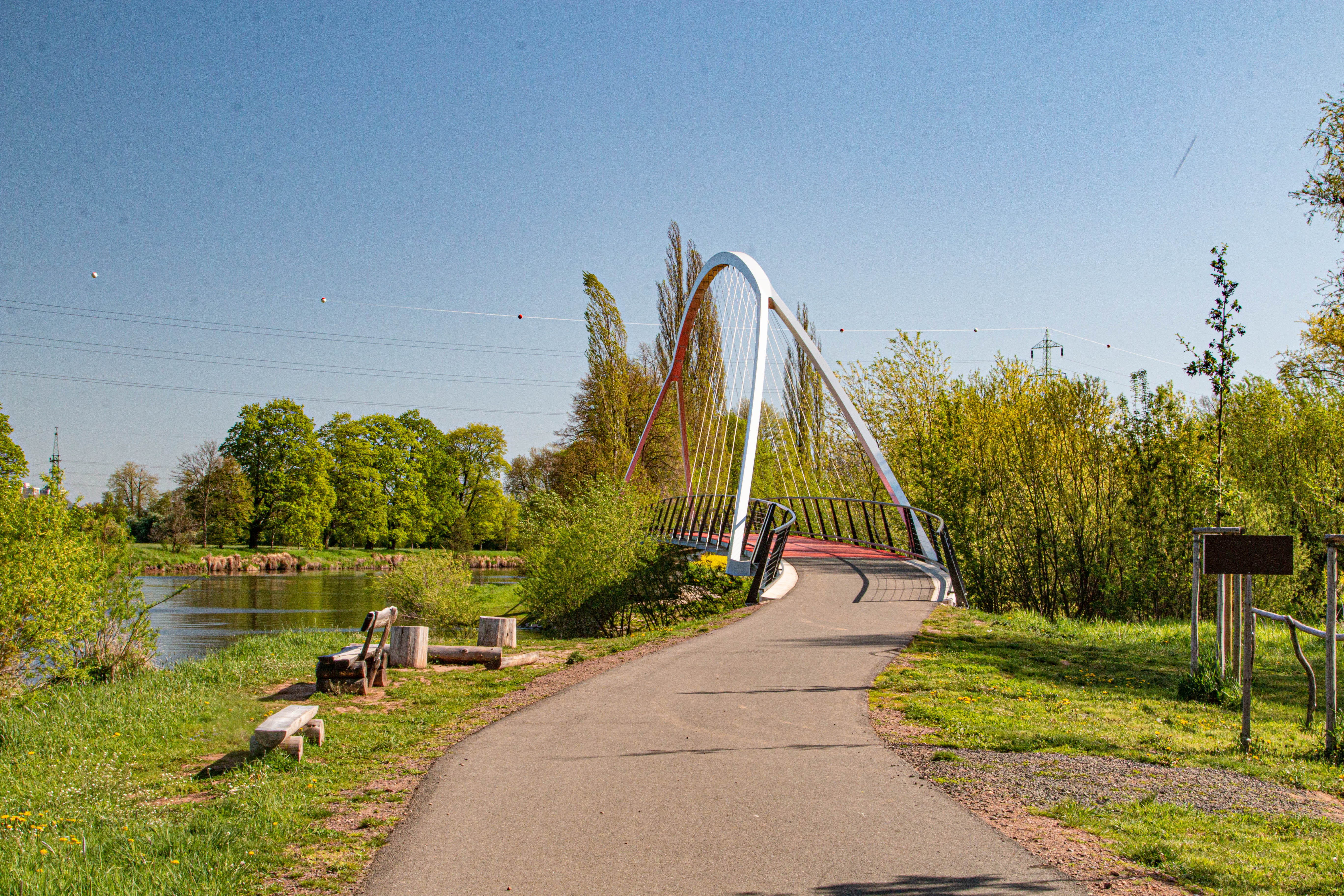
Lávka Hradubické cyklostezky
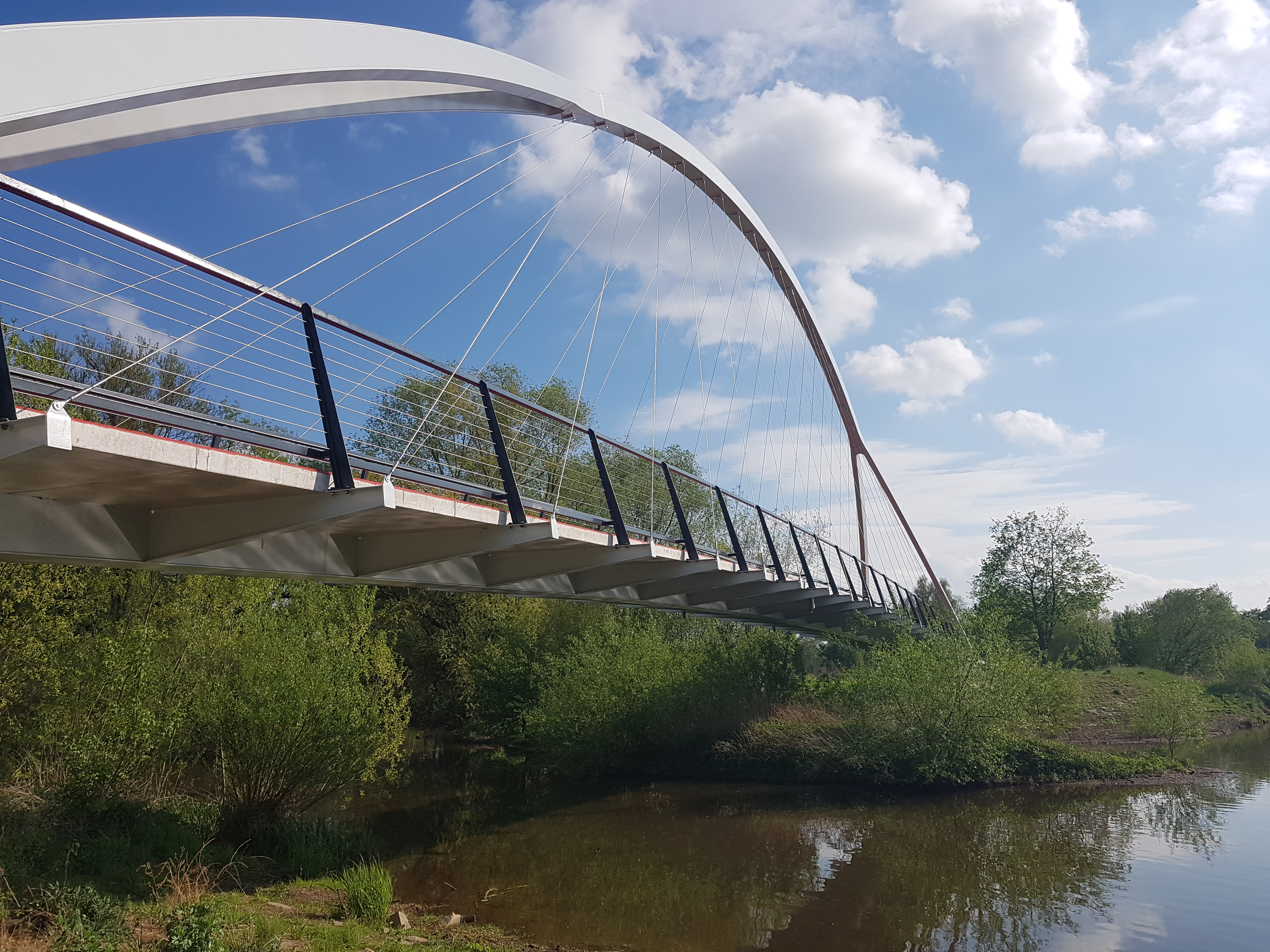
Spodní pohled na lávku
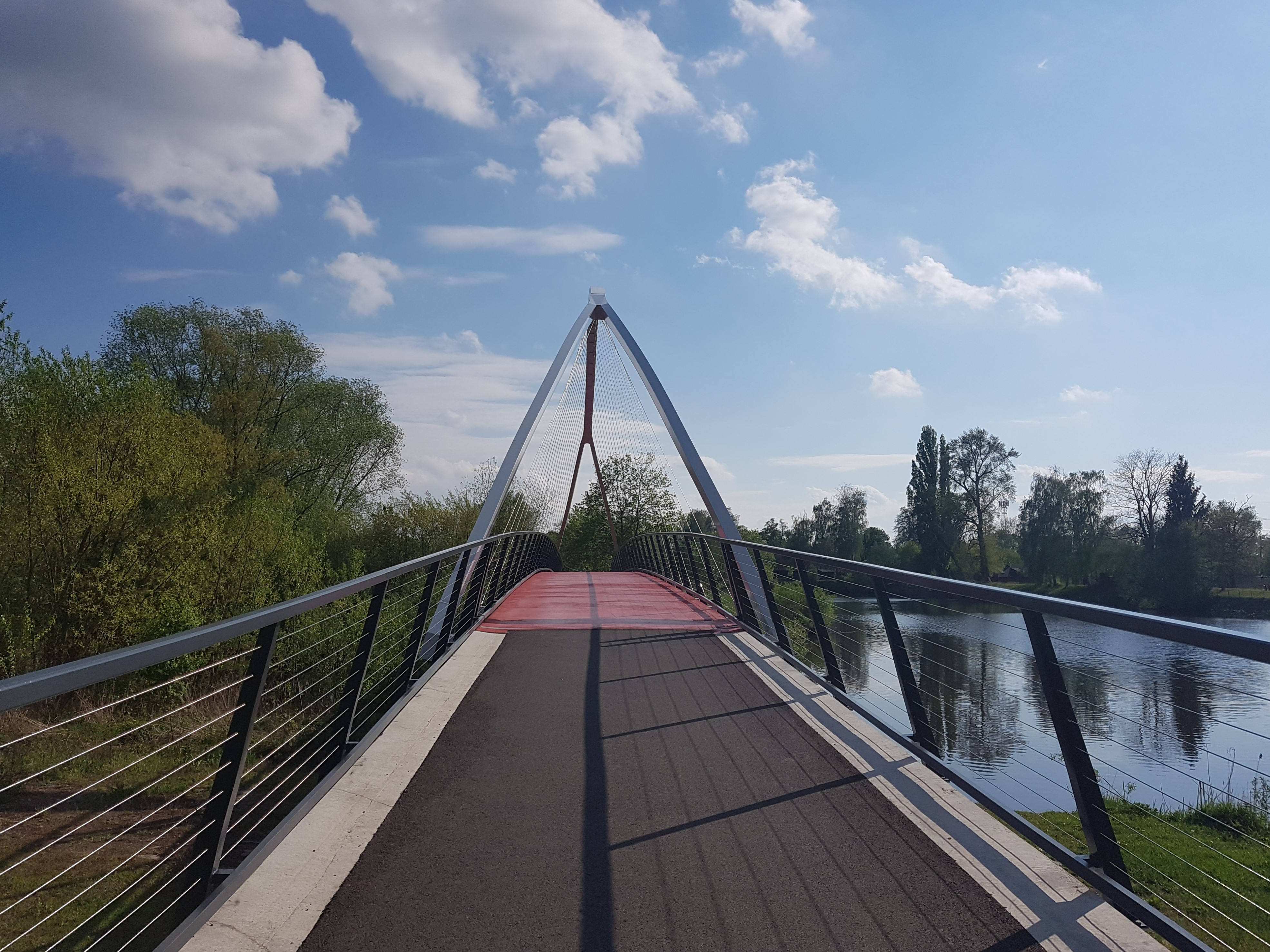
Pohled na povrch lávky
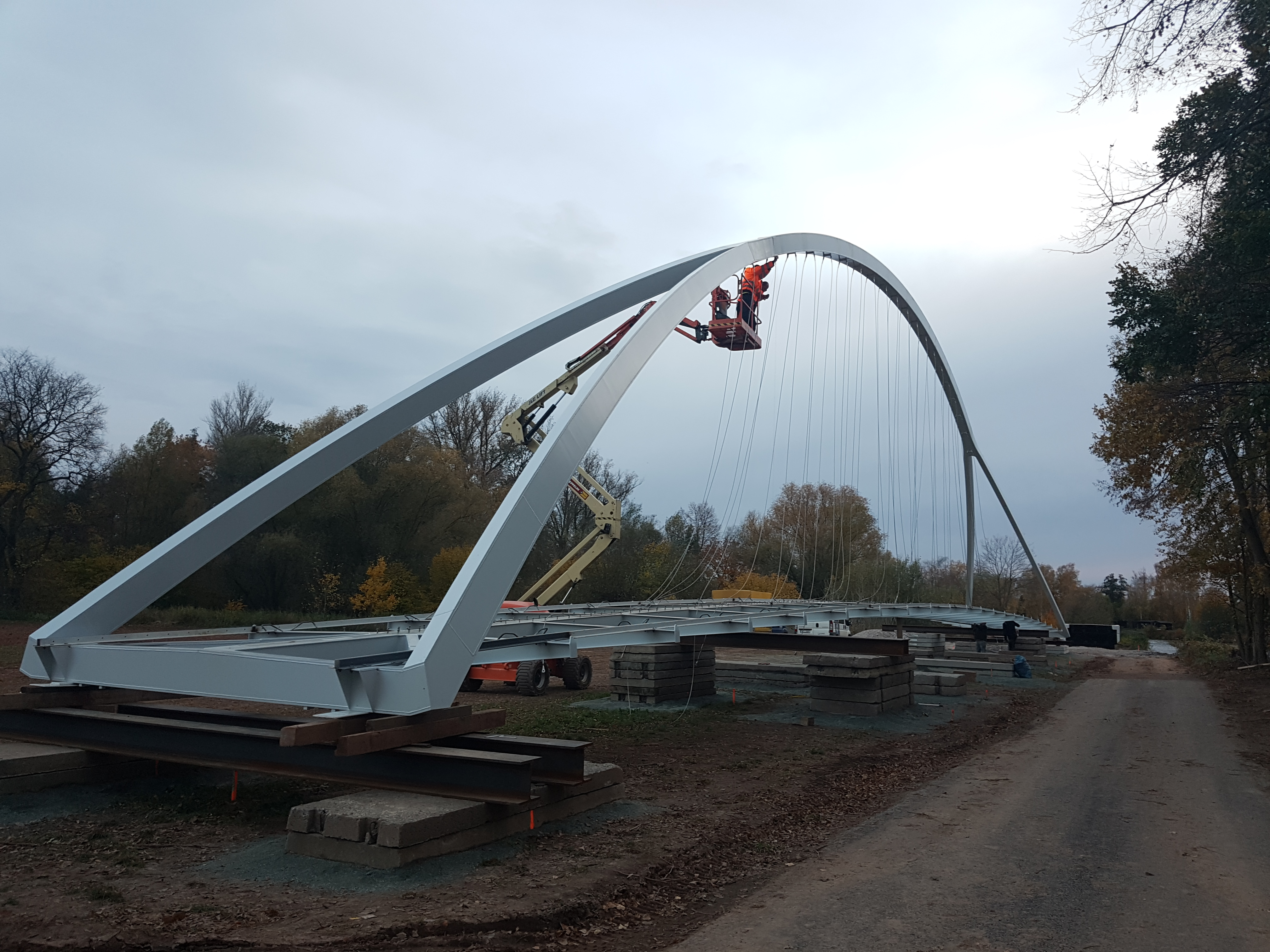
Stavba lávky v listopadu 2018